# 洛斯布羅斯 (亞利桑那州)
洛斯布羅斯（英語：Los Burros）是位於美國亞利桑那州阿帕契縣的一個非建制地區。該地的面積和人口皆未知。

## 地理
洛斯布羅斯的座標為34°08′29″N 109°46′37″W / 34.14139°N 109.77694°W，而該地的平均海拔高度為2385米（即7825英尺）。